# 富樫宜弘
富樫 宜弘（とがし よしひろ、1954年2月19日 ）は、日本の武道家。山形県飽海郡八幡町常禅寺（現 酒田市常禅寺）出身
目次
1 経歴
2 人物
3 著作
4 対談
5 参考文献
7 外部リンク

## 経歴
昭和29年 2月19日に山形県生まれる。同日誕生日には、俳優・藤岡弘／空岡康雄 常陸天心古流拳法第二代宗家は、総帥 富樫宜弘と天心古流拳法の同門弟子である」
昭和44年 15歳より空手を始める。
昭和45年 16歳、キックボクシングジムの名門目黒ジム(現.藤本ジム)に入門。
昭和46年 17歳、極真空手 主催 第３回日本空手道選手権大会にエントリーしたが高校３年生在学中、急病のため断念。
東京都三鷹市内にある大成高等学校を昭和47年 1972年に卒業。(俳優 水谷豊氏も同校を1971年に卒業)。1985年に梁山泊空手道連合を創設し総帥となる。
昭和48年 19歳、沖縄に渡り、沖縄拳法空手道を喜納敏光師範(現 沖縄拳法空手道協会・会長)の元で修行、初段を允許。
昭和49年 20歳、九州熊本の水俣病を取材中の報道写真家ユージン・スミス氏に弟子入りするために九州熊本に行も、東京へ水俣病裁判取材で不在の為弟子入り叶わず帰郷する。
昭和49年 9月には、病気を再発し１年半の闘病生活を送る。
昭和51年 国立中野病院を退院する。
昭和54年 25歳、単身東南アジアを回り、スリランカ/チュンナカム警察署において空手演武を披露。
昭和60年 31歳の時に、梁山泊空手道連合を創設。以後、東京練馬総本部をとし門下生を育成。「眞のヒトと成る為の生き方を提唱」武道体験を通じた青少年育成教育を推進し眞の活き方を指導。また、子弟修練に励み、指導を受けた弟子達は様々な他流派空手大会へ挑み入選多数。
昭和63年 練馬区光が丘「光が丘IMAテレビ」サークル紹介に出演。
平成 3年 月刊空手道誌11月号に特集記事掲載「一撃必殺への道・梁山泊空手道の挑戦１」掲載。
平成 4年 3月 第32回新空手道交流試合に、猿渡真(現梁山泊空手総師範)重量級出場。初出場で準優勝を飾る。
4月 月刊空手道5月号に特集記事掲載「一撃必殺への道・梁山泊空手道の挑戦２・後期組手大会」掲載。
　　　　 8月 別冊宝島160号 「相撲どすこい読本」に空手界のニューウエーブとして紹介記事掲載。
平成 5年 ３９歳、警視庁少年補導員を委嘱され、１０年後に少年補導員（協助委員）となり現在に至る。街頭補導や武道体験教育による青少年の健全育成等で非行防止に協力。
平成 5年 格闘技通信誌に「トーア杯に挑戦する／一撃必殺のロマンを追い求める空手」として紹介記事掲載。
　　　　7月「第1回睨撃杯争奪組手大会」
　　　 11月 「第1回日本武道空手道選手権大会」開催。
平成７年 41歳、NHKドラマ「ビジネスマン空手道」に、大会主審判として出演する。この撮影では、梁山泊空手道本部道場において3か月間の撮影を行う。主役の奥田瑛士氏や館長役の藤岡弘と共演。これがきっかけで藤岡弘、氏と交流       が始まり現在に至っている。
平成 8年 1月 週刊ヤングマガジンに「ラフストーリー」原作 史村翔(武論尊)画(水野トビヲ)に実名で登場し連載される。
平成10年 3月 週刊ヤングサンデー連載「殺し屋１イチ」の道場シーンに梁山泊空手道本部道場を使用。
7月 小学館ビックコミックスぺリール連載「HEATヒート灼熱」に格闘シーンのモデルとして撮影協力。総帥 富樫宜弘・総師範 富樫龍一・榊原伊織(元俳優 映画・仮面ライダー等に出演)がモデルとなる。
平成12年 46歳、眞の日本武道を継承する団体として、眞日本武道空手道連盟・KARATE KID'S JAPANを、藤原道場、尚道館等の空手団体と共に設立。
眞日本武道空手道連盟・名誉会長には、俳優・武道家の藤岡弘、氏が就任。会長には、菅原一秀衆議院議員が就任された。競技空手ではなく、眞の日本武道を後継者へ伝えるべく、空手、古流武術・拳法の継承を組織的に活動。
平成13年2月 スカイパーフェクトテレビ「サムライテレビ」において「第８回日本武道空手道選手権大会」が放映される。
平成14年 眞日本武道空手道連盟 第１回連盟会議を実現。以後毎年開催。
　　　　3月 J-COM東京テレビ「情報パーク練馬」梁山泊空手道本部道場出演。
　　　　6月 J-COM東京テレビ「情報パーク練馬」第８回睨撃杯ダイジェスト放送。
　　　　　　「第8回睨撃杯争奪組手大会」が2時間枠で放映。ゲスト解説に総帥富樫宜弘と藤岡弘、名誉会長が出演。
　　　  9月  J-COM東京テレビ「情報パーク練馬」第10回日本武道空手道選手権大会ダイジェスト放映。
　　　12月 第10回日本武道空手道選手権大会・第4回カラテキッズジャパンカップを放映。
　　　12月 リクルート誌「仕事の教室」2003年2月号113ページに紹介記事掲載。
平成15年3月 日本テレビ「ニュースプラス１ワン／特撮 北朝鮮人民軍格闘訓練」へのコメントで出演。
　　　　4月ニンテンドウキッズ７月号取材。
　　　　6月 J-COM東京テレビ・情報パーク練馬で「第9回睨撃杯」ダイジェスト放映。　　　
　　　　8月 11日～16日 「第9回睨撃杯」放映。
　　　　9月 武道通信二十二の巻。8月25日発売号に「構え」についての文を,総帥 富樫宜弘が執筆。
平成16年 50歳、日本武術界三大名人の一人である日下開山武術府・正武天心古流拳法 岩城象水初代宗家に師事し、1300年の歴史を持つ上野家家伝の天心古流拳法の修業開始する。正武天心古流拳法・師範状を授与。
　　　　 2月 第11回日本武道空手道選手権大会・第５回カラテキッズジャパンカップを放映。
　　　　 4月 武道通信かわら版に総帥富樫宜弘の記事掲載。
　　　  12月 第12回日本武道空手道選手権大会・第６回カラテキッズジャパンカップを放映。
平成17年 5月14日 NKK教育テレビ(現ETV)「科学大好き土曜塾」出演。
平成18年 6月 月刊フルコンタクトカラテ8月号梁山泊空手道特集記事が２２ページ掲載される。
平成19年11月  J-COM東京テレビ「ホームタウン」で、モノマネタレントの「福下恵さん」が、体験レポートを梁山泊空手道本部で撮影。
　　　　12月 TBSラジオ「こども電話相談室」出演。
平成20年 54歳、正武天心古流拳法・免許皆伝。
　　　　   8月  J-COM東京テレビ「デジタルで技あり」1か月間キャンペーンに、総帥富樫宜弘と弟子の子供たちと出演。
平成21年12月12月3日 テレビ朝日「正月特番・志村＆所の戦うお正月」収録。
平成22年 1月1日「正月特番・志村＆所の戦うお正月」放送。
平成23年 1月19日 横浜YOUテレビ「はまって鶴見」の取材体験レポート収録。
平成26年 8月 千葉テレビ「半田浩二のちば散歩」蓮沼海岸地引網綱漁に参加出演。
平成27年 61歳、梁山泊空手道連合創立30周年記念、日本武道杯・日本武道空手道選手権大会を開催。
平成29年 63歳、武蔵天心象水流拳法二代宗家を継承。
平成30年 64歳、梁山泊空手道の核技術の集大成、梁山泊空手道／を完成。
令和元年 65歳、7月と10月に、映画「燃えよエクスペンダブルズ」撮影に出演協力。
　　　　
　　　　　　　12月、本部道場において「田中貴金属の」のコマーシャル撮影。
　　　　
　　　　　　　12月、スリランカ支部発足。支部長に、T.S.P. Malkotuwage就任。
令和２年 66歳、1月、田中貴金属のコマーシャル始まる。
　　　　
　　　　　　　5月、関西「ユメノタネラジオ」遠隔収録。燃えよエクスペンダブルズ・カメラマン大東千尋さんと出演。6月23日に「新空手道誌・第３号」の藤岡弘、名誉会長と総帥 富樫宜弘の対談を梁山泊空手道本部において行う。
7月 2日 WEB秘伝　達人・名人秘伝の師範たちコーナーに記載される。7月17日 空手技術書 「柔らかい空手」を、BABJAPANより出版。
　　　　　　　8月、「ユメノタネラジオ」放送。
　　　　　　   9月 「新空手道誌・第３号」発売。
12月、BABJAPANのYOUTUBE動画撮影
令和３年１月、BABJAPANのYOUTUBE動画「梁山泊空手独自の回転順突き」始まる。発表２カ月で１０万回再生を達成。
人物
山形県の富樫家の家系、勧進帳に出てくる、関守の富樫左衛門泰家の子・泰景が祖とされている。元は、加賀の石川県の富樫藩であるが、庄内地方に「富樫」が比較的多いことは前項でも紹介したが、富樫姓は、「勧進帳」の関守・富樫左衛門泰家が有名だ。そして、その子・泰景が鶴岡市（旧・温海町）砂谷（イサコダニ）に住み着き、出羽の富樫の祖となったといわれている。(多摩湖畔日誌より転載)
富樫宜弘は、富樫家戸主 高曾祖父  冨樫甚十郎(1700年代生)(亡髙曾祖父甚十郎長男)冨樫甚太郎（1823年／文政６年９月１４日生）の末裔。
著作
「柔らかい空手」BABジャパン
「空手革命」ＤＶＤ BABジャパン
関連記事
対談
「新空手道誌・第３号」に、藤岡弘、氏との対談記事掲載